# La Redonda, Veracruz
La Redonda är en ort i Mexiko.   Den ligger i kommunen San Andrés Tuxtla och delstaten Veracruz, i den sydöstra delen av landet, 400 km öster om huvudstaden Mexico City. La Redonda ligger 65 meter över havet och antalet invånare är 981.
Terrängen runt La Redonda är huvudsakligen platt, men österut är den kuperad. Runt La Redonda är det ganska glesbefolkat, med 47 invånare per kvadratkilometer. Närmaste större samhälle är San Andres Tuxtla, 16,2 km nordost om La Redonda. Omgivningarna runt La Redonda är en mosaik av jordbruksmark och naturlig växtlighet.